# Jon Gries
Jonathan Francis Gries (* 17. červen 1957, Glendale, Kalifornie, USA) je americký herec, scenárista a režisér.

## Počátky
Narodil se v Glendale v Kalifornii do rodiny herečky Mary Eleanor Munday a režiséra, scenáristy a producenta Thomase Stephena Griese.

## Kariéra
Před kamerou se poprvé objevil v roce 1968 ve filmu Will Penny. Českým divákům pak může být znám z velké spousty úspěšných celovečerních filmů. K těm nejznámějším patří snímky jako Skutečný genius, Muži v černém, Twin Falls Idaho, Ve stínu lovce, Astronaut nebo 96 hodin.
Objevil se také v hlavních rolích seriálů jako Martin, Ztraceni nebo Chameleon. V tomto seriálu také jednu epizodu sám režíroval.

## Ocenění
Gries obdržel 3 nominace na Teen Choice Award a jednu na Independent Spirit Award, nominace však ve výhru neproměnil.

## Vybraná filmografie

### Filmy
- 1968 – Will Penny
- 1985 – Skutečný genius
- 1986 – Se strachem v zádech
- 1987 – Záhrobní komando, Číslo jedna s kulkou
- 1989 – Zabij mě opět, Hrůzná noc 2
- 1990 – Švindlíři
- 1993 – Dobrou chuť, mami
- 1995 – Chyťte ho!
- 1997 – Oběti, Muži v černém
- 1999 – Twin Falls Idaho
- 2000 – BeatNickové
- 2003 – Vítejte v džungli, Ve stínu lovce, Northfork
- 2004 – Napoleon Dynamit
- 2005 – Kontaminace
- 2006 – Rebelka, Krvavý úsvit, Honba za lesním mužem, Astronaut
- 2007 – Náš přítel Frank, Bacha na balóny, Americká kratochvíle
- 2008 – 96 hodin
- 2011 – Přirozený výběr, Pětinásobný šampion
- 2012 – 96 hodin: Odplata

### Televizní filmy
- 1976 – Helter Skelter
- 1983 – Střední škola po americku
- 1990 – Duhová cesta
- 1991 – Horečka
- 1996 – Závod s časem: Hledá se Sarah
- 2001 – Chameleon: Souboj vyvolených
- 2005 – Poslední dobrá vyhlídka

### Televizní seriály
- 1975 – The Jeffersons
- 1981 – Síla rodu
- 1982 – Cagneyová a Laceyová
- 1986 – Právo v Los Angeles
- 1987 – Jake a Tlusťoch
- 1989 – Show Jerryho Seinfelda, Quantum Leap
- 1990 – Beverly Hills 90210
- 1992 – Martin
- 1993 – Akta X
- 1994 – Pohotovost, Nemocnice Chicago Hope
- 1996 – Chameleon
- 2001 – 24 hodin
- 2003 – Odložené případy, Las Vegas: Kasino
- 2004 – Ztraceni, Kriminálka New York
- 2005 – Lovci duchů
- 2006 – Agentura Jasno
- 2008 – Zákon gangu
- 2010 – Nikita, Havaj 5-0